# Association francophone de femmes autistes
L′Association francophone de femmes autistes, abrégé AFFA, est une association loi de 1901 créée en 2016, et destinée aux femmes avec un trouble du spectre de l'autisme.

## Histoire
L'AFFA est créée fin 2016 par deux femmes autistes françaises, Marie Rabatel et Magali Pignard, afin de donner de la visibilité aux femmes autistes, dont le tableau clinique peut être différent de celui des hommes. L'association est présidée par Marie Rabatel (originaire de Saint-André-le-Gaz).
En avril 2018, l'AFFA publie un guide de prévention contre la manipulation mentale, présenté au Salon international de l'autisme de cette même année.
Le 24 janvier 2019, Marie Rabatel participe au congrès annuel de L'Encéphale.
Le 14 mars 2018, l'AFFA organise la journée d'étude « Femme avant tout » à l'Assemblée nationale, destinée à sensibiliser au diagnostic de l'autisme féminin et à prévenir les violences sexuelles. À cette occasion, les membres de l'AFFA expliquent que les femmes autistes « sont vulnérables et moins en capacité d'identifier les comportements violents et de s'en défendre », ce qui fait qu'elles « subissent encore plus fortement les violences tout au long de leur vie ».

## Missions
L'AFFA a pour mission, entre autres, de lutter contre les abus dont sont victimes les filles et femmes autistes, en particulier les abus sexuels. L'association explique que 90 % des femmes autistes ont été victimes d'une agression sexuelle (une autre source indiquant 88 % de violences sexuelles, dont 51 % de viols).
Durant le confinement de 2020 en France, Marie Rabatel signale une nette augmentation des appels à l'association pour signalement de violences conjugales.